# Praça dos Restauradores
Die Praça dos Restauradores [ˈpɾasɐ duʃ ʁɯʃtauɾɐˈdoɾɯʃ] (deutsch Platz der Restauratoren) ist ein innerstädtischer Platz in Lissabon, zwischen Rossio und der Avenida da Liberdade.
Der Platz dient zur Erinnerung an die Wiederherstellung der Unabhängigkeit im Jahr 1640 nach 60-jähriger Herrschaft durch die Spanier. Der Obelisk in der Mitte des Platzes, 1886 eingeweiht, trägt die Namen und Daten der ausgetragenen Schlachten während des portugiesischen Restaurationskrieges. António Tomás da Fonseca gestaltete das Denkmal, Simões de Almeida und Alberto Nunes wiederum erschufen die danebenstehenden Statuen, die „Unabhängigkeit“ und „Sieg“ darstellen sollen.

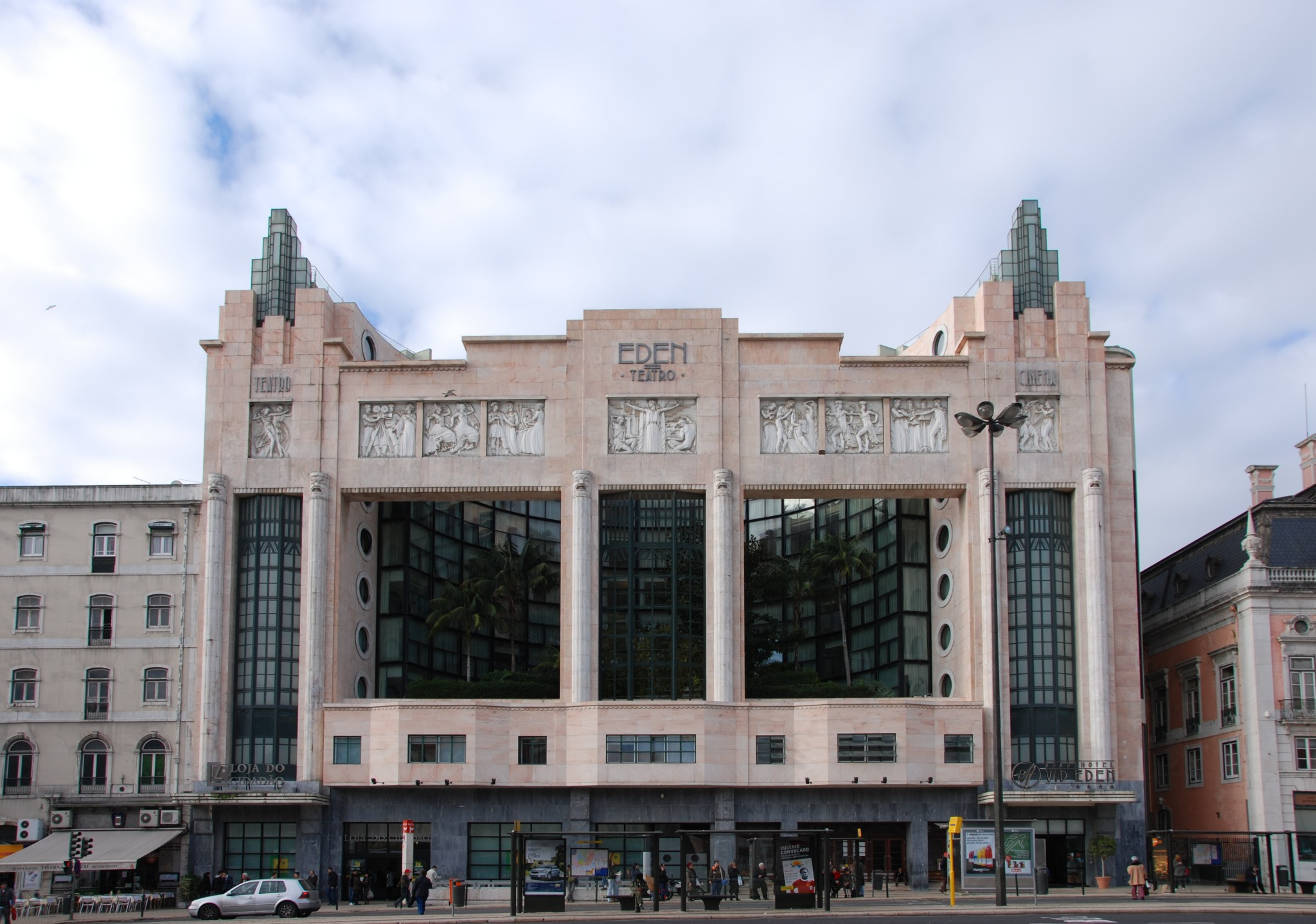
Fassade des ehemaligen Teatro Éden

Der rechteckige Platz wird von zahlreichen Gebäuden aus dem 19. und 20. Jahrhundert umgeben. Bekannt sind vor allem der Palácio Foz, ein aus dem 18. Jahrhundert stammender Palast mit zahlreich geschmückten Innenräumen, und das Teatro Éden, ein ehemaliges Großkino aus 1931, das hinter seiner von Cassiano Branco erschaffenen Art-déco-Fassade heute ein Hotel beherbergt. Ebenso erwähnenswert ist das Condes Cinema, 1950 von Raul Tojal im modernistischen Stil entworfen, das vom Lissabonner Hard Rock Cafe bewirtschaftet wird.
Unterhalb des Platzes befindet sich eine gleichnamige Metrostation der blauen Linie.